# Flughafen Teneriffa Süd

i7
i11
i13
Der Flughafen Teneriffa Süd (spanisch Aeropuerto de Tenerife Sur Reina Sofía, IATA-Code: TFS, ICAO-Code: GCTS) ist ein internationaler Verkehrsflughafen auf der zu Spanien gehörenden Insel Teneriffa. Über den 1978 eröffneten Flughafen Reina Sofía wurden im Jahr 2024 etwa 67 Prozent des Passagierverkehrs und 6 Prozent des Frachtverkehrs der Kanareninsel abgewickelt.

## Geschichte
Der Name Reina Sofía verweist auf die spanische Königin Sophia, die den Flughafen 1978 eröffnete. Er ist der jüngere der beiden Insel-Flughäfen und wurde für den Urlauberverkehr konzipiert, da der über 30 Jahre ältere Flughafen Teneriffa Nord häufig in den Passatwolken liegt.
Ende der 1970er Jahre wurde durch den Flughafen und den Bau der Autopista del Sur de Tenerife (Südautobahn TF-1) die Entwicklung im Süden Teneriffas vorangetrieben und die Expansion vieler Orte an der Südostküste, wie Abades, erst ermöglicht.
Im Juli 2007 hat das spanische Förderungsministerium für den Flugverkehr rund eine Milliarde Euro für den Ausbau des Flughafens bis zum Jahr 2020 zugesagt. Um die geplanten 11 Millionen Passagiere jährlich abfertigen zu können und damit den Flugverkehr auf Teneriffa um 40 Prozent steigern zu können, ist neben einer Vorfelderweiterung eine neue Ankunftshalle für Passagiere und eine neue Wartungshalle für Flugzeuge geplant.

## Lage und Verkehrsanbindung
Der Flughafen liegt im Süden der Insel in der Gemeinde Granadilla de Abona.
Linienbusse verbinden den Flughafen mit dem Südosten der Insel. Zur etwa 50 km entfernten Inselmetropole Santa Cruz de Tenerife im Norden besteht eine direkte Schnellverbindung über die Südautobahn.

## Flughafenanlagen

### Start- und Landebahn
Der Flughafen Teneriffa Süd verfügt über eine Start- und Landebahn. Diese trägt die Kennung 07/25, ist 3.200 Meter lang, 45 Meter breit und hat einen Belag aus Asphalt.
Der Abflugbereich verfügt über 40 Flugsteige, von denen zehn mit Fluggastbrücken ausgestattet sind. Während im Obergeschoss 1 Büroräume und Transitkorridore untergebracht sind, befinden sich im Untergeschoss −1 zusätzliche Gepäckbänder.

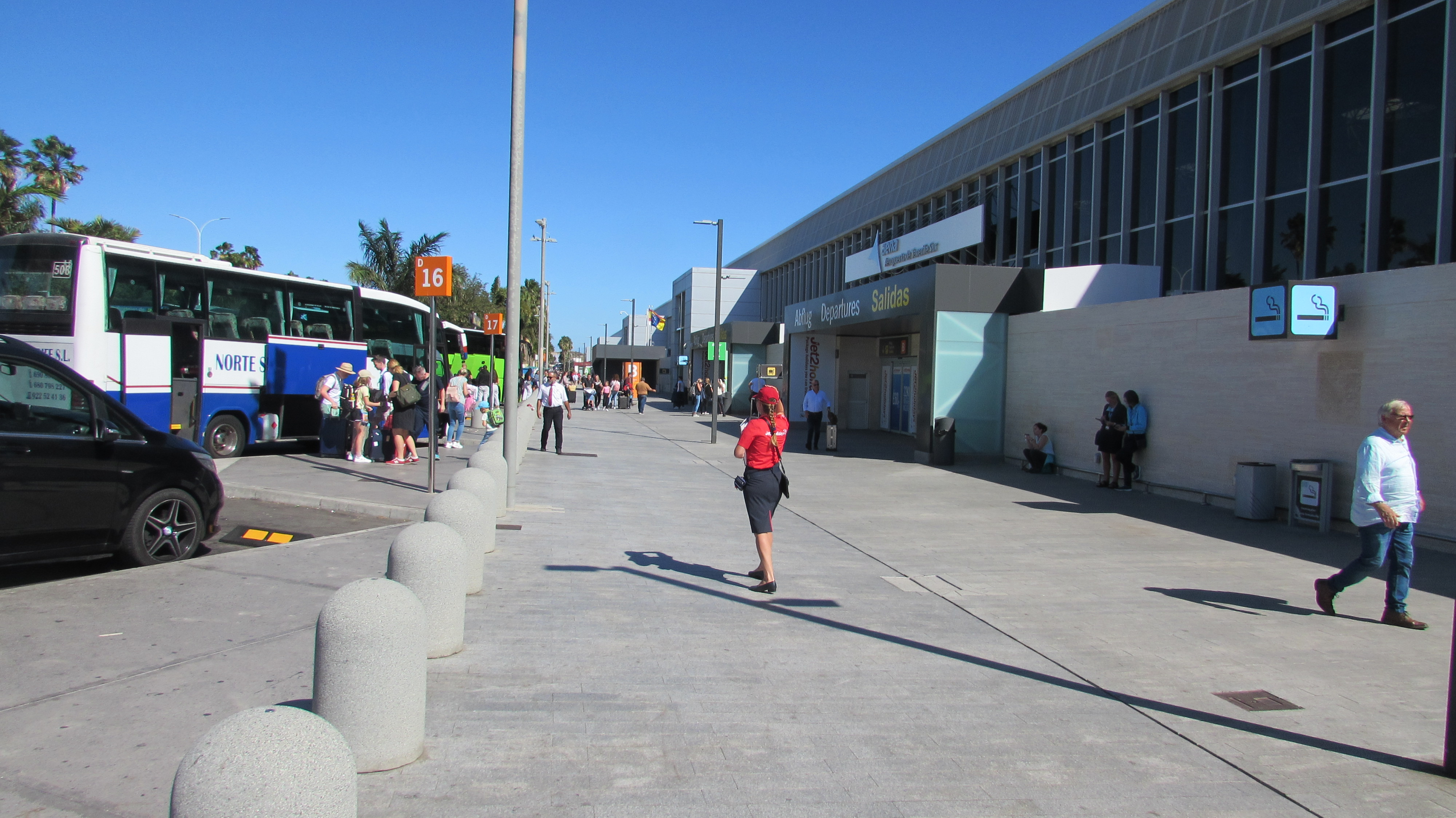
Ansicht des Terminals 2024

### Passagierterminal
Das Passagierterminal des Flughafens hat eine Kapazität von 12 Millionen Passagieren pro Jahr. Es ist mit 34 Flugsteigen und acht Fluggastbrücken ausgestattet.

## Fluggesellschaften und Ziele
Der Flughafen Teneriffa Süd wird von 43 Fluggesellschaften mit 99 Zielen verbunden. Im Charterverkehr werden hauptsächlich spanische, deutsche, britische und skandinavische Ziele angeflogen. Seit 2007 gibt es auch Direktverbindungen zu osteuropäischen Flugzielen.
Im Jahr 2019 hatten Inlandsflüge beim Passagieraufkommen jedoch nur einen Anteil von zehn Prozent.

## Verkehrszahlen
| Jahr  | Fluggast- aufkommen | Luftfracht (Tonnen) | Flug- bewegungen |
| ----- | ------------------- | ------------------- | ---------------- |
| 2024* | 13.740.411          | 776                 | 90.508           |
| 2023  | 12.337.325          | 788                 | 83.598           |
| 2022  | 10.821.476          | 894                 | 75.606           |
| 2021  | 4.606.911           | 700                 | 41.770           |
| 2020  | 3.392.527           | 806                 | 29.925           |
| 2019  | 11.168.707          | 2.193               | 70.277           |
| 2018  | 11.042.412          | 2.483               | 69.910           |
| 2017  | 11.248.882          | 2.797               | 69.846           |
| 2016  | 10.472.713          | 2.809               | 65.882           |
| 2015  | 9.117.514           | 2.844               | 58.462           |
| 2014  | 9.176.235           | 3.378               | 60.290           |
| 2013  | 8.701.728           | 3.394               | 55.987           |
| 2012  | 8.530.729           | 3.906               | 56.210           |
| 2011  | 8.656.487           | 4.480               | 58.093           |
| 2010  | 7.358.986           | 4.294               | 51.858           |
| 2009  | 7.108.055           | 5.371               | 49.779           |
| 2008  | 8.251.989           | 8.567               | 60.779           |
| 2007  | 8.639.341           | 9.168               | 65.036           |
| 2006  | 8.845.668           | 9.415               | 65.774           |
| 2005  | 8.631.923           | 9.770               | 63.649           |
| 2004  | 8.632.178           | 9.218               | 62.824           |
| 2003  | 8.853.036           | 8.775               | 62.506           |
| 2002  | 8.980.465           | 10.770              | 63.527           |
| 2001  | 9.111.065           | 11.469              | 61.055           |
| 2000  | 8.849.129           | 12.020              | 62.096           |

* 2024: Vorläufige Daten